# NGC 3568
NGC 3568 ist eine Balken-Spiralgalaxie vom Hubble-Typ SBc im Sternbild Zentaur am Südsternhimmel. Sie ist schätzungsweise 100 Millionen Lichtjahre von der Milchstraße entfernt.
Das Objekt wurde am 21. April 1835 von John Herschel entdeckt.